# Селютина, Евдокия Петровна
Евдокия Петровна Селютина (19 февраля 1914 — 12 августа 1997) — одна из Первостроителей города Комсомольск-на-Амуре, всю жизнь проработавшая станочницей лесозавода. Почётный гражданин Комсомольска-на-Амуре (1967, одна из первых — вторая после Юрия Гагарина), кавалер ордена Ленина.

## Биография
Родилась в 1914 году в селе Кугульта Ставропольского края. В годы Гражданской войны осталась сиротой.
В 1929—1930 годах училась в школе для малограмотных при Первой девятилетней школе Ставрополя.
В семнадцать лет — в 1932 году, в числе двадцати двух девушек приехала на Амур на строительство нового города. Среди трёх тысяч человек строителей тогда было всего 30 девушек. Работала поварихой.

Мы мечтали о том, каким будет наш город. Мечтали в шалашах, землянках, у костров, над которыми сушили одежду. И вот он, наш Комсомольск!.. Он прекраснее, чем был в мечтах… — Евдокия Петровна Селютина, 1962 год
Здесь же познакомилась и вышла замуж за Ивана Сидоренко — по его инициативе город получил название «Комсомольск-на-Амуре».
Когда муж в войну в 1942 году пропал без вести под Сталинградом, осталась одна с четырьмя ребятишками возрастом от года до восьми лет.
Всю жизнь работала станочницей деревообрабатывающего завода треста Амурстальстрой.
В 1958 году за многолетний труд награждена Орденом Ленина.
В 1967 году ей присвоено звание Почётного гражданина Комсомольска-на-Амуре — в год учреждения этого звания, в числе первых трёх граждан удостоенных этого звания, вместе с космонавтом Юрием Гагариным и врачом Владимиром Пендрие.